# ジーグ (音楽)
ジーグ(仏・英：gigue：ジーグ、伊：giga：ジーガ、西：giga：ヒガ)は、バロック時代の組曲を構成する舞曲の形式の一種。

## 語源
giga(伊、古独)とよばれる中世の擦弦楽器の名称とその奏者の名前か、もしくはgiguer(古仏)の跳躍するという説があるものの、明らかになっていない。

## 国による違い

### フランス式
多くの場合、複合3拍子（8分の6拍子、4分の6拍子）となり、付点リズム、跳躍などを設け、複雑なアクセントやフーガ的書法が用いられ、サラバンドのすぐ後ろに置かれる。

### イタリア式
フーガ的書法をとらずに、基本和声の上に急速に駆け巡る経過句的形式で書かれる。単純明快で分散和音的なつくり。

## 様式化された形式
以下の2種類の様式が存在する。

### フランス式
1声のみから始まるフーガ様式をとり、ほかの旋律が徐々に模倣するなど対旋律的な書法で書かれ、リズムも複雑。

### イタリア式
イタリアのヴァイオリン音楽の影響を受けたもので、8分の6拍子、8分の9拍子、8分の12拍子などの早いテンポの複合拍子が多く、単純明快な構造。。